# Cindy Hyde-Smith
Cindy Hyde-Smith (nasceu a 10 de maio de 1959) é uma política americana servindo como senadora júnior dos Estados Unidos pelo Mississippi, estando no cargo desde 2018. Membra do Partido Republicano, ela foi anteriormente Comissária do Mississippi da Agricultura e Comércio e membro do Senado do Estado do Mississippi.
Nasceu em Brookhaven, Mississippi, Hyde-Smith é graduada pelo Copiah – Lincoln Community College e pela University of Southern Mississippi. Em 1999, ela foi eleita para o Senado do Estado do Mississippi como democrata. Ela representou o 39º distrito de 2000 a 2012. Em 2010, Hyde-Smith mudou de partido e tornou-se republicana, citando as suas crenças conservadoras. Hyde-Smith foi eleita Comissária da Agricultura do Mississippi em 2011, a primeira mulher eleita para esse cargo.
A 21 de março de 2018, o governador Phil Bryant anunciou a sua intenção de nomear Hyde-Smith para a vaga no Senado dos Estados Unidos, sendo desocupada devido à renúncia de Thad Cochran. Hyde-Smith foi empossada a 9 de abril de 2018. Ela é a primeira mulher a representar o Mississippi no Congresso. Hyde-Smith foi candidata na eleição especial do Senado dos Estados Unidos de 2018 para o restante do mandato de Cochran, que expirou em 2021. Ela terminou em primeiro lugar nas duas primeiras eleições gerais a 6 de novembro de 2018, mas não recebeu mais de 50% dos votos, avançando assim para um segundo turno especial de 27 de novembro contra Mike Espy. Hyde-Smith venceu o segundo turno, tornando-se assim primeira mulher eleita do Mississippi para o Congresso.

## Infância e juventude
Hyde-Smith nasceu em Brookhaven, Mississippi, filha de Lorraine Hyde e Luther Hyde, e cresceu em Monticello, Mississippi. Ela frequentou a Lawrence County Academy em Monticello, uma academia de segregação estabelecida em resposta às decisões da Suprema Corte ordenando a dessegregação das escolas públicas. O apelido da equipe da escola era os rebeldes; o mascote era um "coronel Reb" que carregava uma bandeira confederada.
Ela formou-se no Copiah – Lincoln Community College com um Associate of Arts (AA) e na University of Southern Mississippi com um Bachelor of Arts (BA).

## Senado do Mississippi
Hyde-Smith foi uma dos membro do Senado do Mississippi, representando o 39º Distrito de 2000 a 2012. Ela tinha um histórico de votação conservadora no Senado estadual. A 28 de dezembro de 2010, ela anunciou que havia mudado a sua filiação partidária, do Partido Democrata para o Partido Republicano. A mudança de Hyde-Smith tornou o Senado igualmente dividido entre republicanos e democratas, com cada um detendo 26 cadeiras.

## Comissária da Agricultura e Comércio do Estado de Mississippi

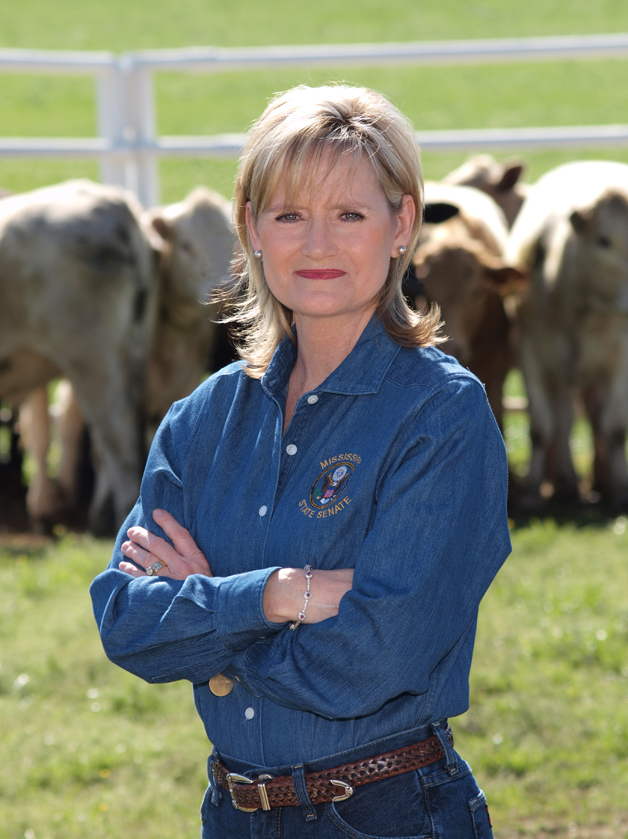
Smith como Comissária da Agricultura e do Comércio.

Hyde-Smith foi eleita em 2011 e assumiu o cargo a 5 de janeiro de 2012. Ela foi reeleita em 2015, derrotando a indicada democrata Addie Lee Green.

## Senado dos Estados Unidos

### Indicação
A 21 de março de 2018, o governador Phil Bryant anunciou Hyde-Smith como a sua escolha para ocupar a cadeira no Senado dos Estados Unidos ocupada por Thad Cochran, que indicou, que renunciaria à sua cadeira numa data posterior devido a problemas de saúde em curso. Cochran renunciou a 1 de abril, e Bryant nomeou Hyde-Smith formalmente a 2 de abril. Hyde-Smith tornou-se assim a primeira mulher a representar o Mississippi no Congresso dos Estados Unidos. O Senado estava num período de trabalho distrital e não estava conduzindo assuntos legislativos naquele momento, então ela não fez o juramento até que o Senado se reunisse novamente para os assuntos legislativos a 9 de abril. Hyde-Smith anunciou que buscaria a eleição para a cadeira na eleição especial de 2018 a 6 de novembro.

### Campanha da eleições especial de 2018

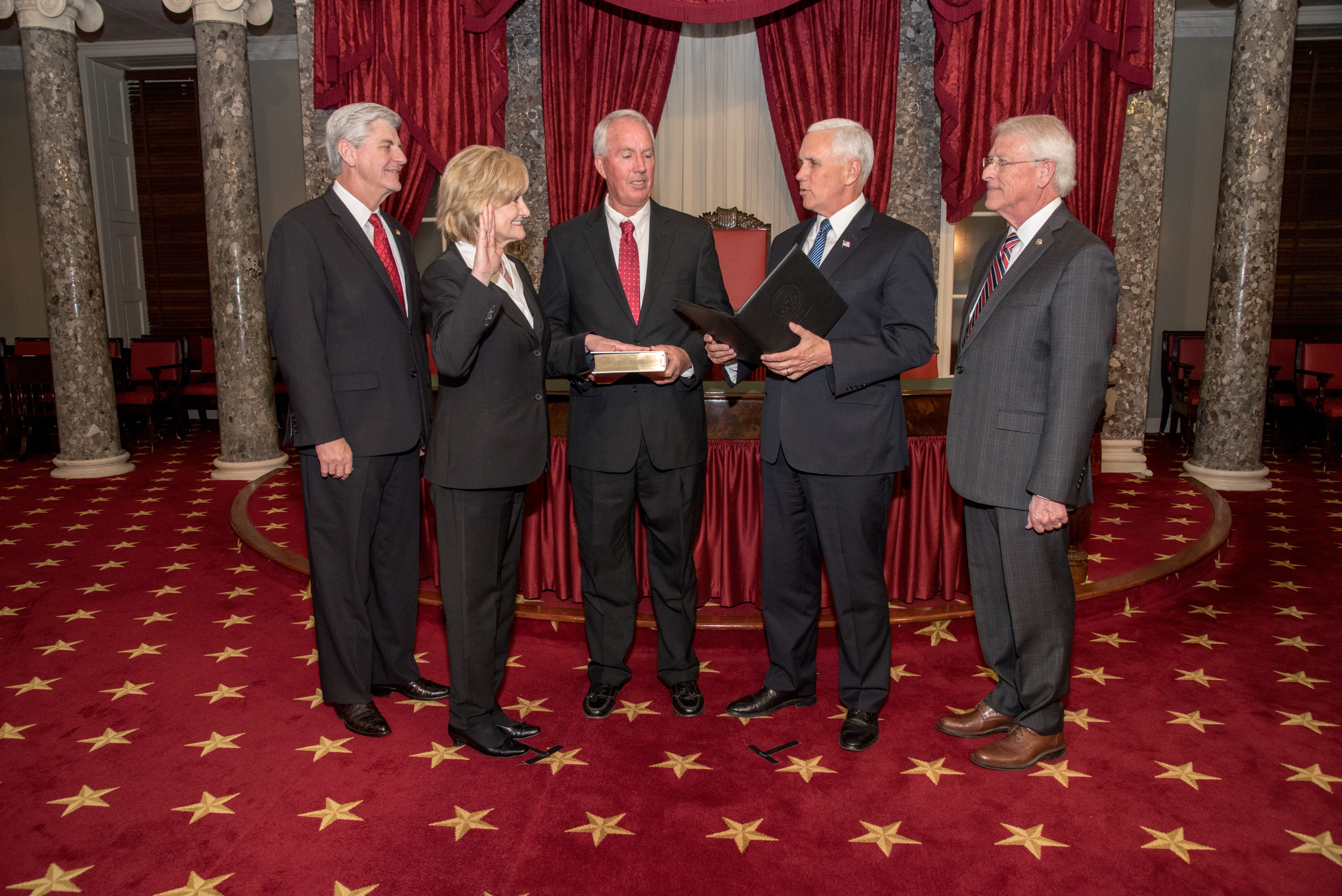
Cindy Hyde-Smith faz o seu juramento com o vice-presidente Mike Pence, na Antiga Câmara do Senado, em 2018.

A administração Trump supostamente não apoiou a nomeação de Hyde-Smith por causa da sua história como democrata, mas em agosto, Trump endossou sua candidatura.
Hyde-Smith recusou-se a debater com o seu oponente democrata, Mike Espy, antes da eleição especial de 6 de novembro; Cochran costumava fazer o mesmo. Depois que ela e Espy terminaram com cerca de 41% dos votos cada, ela concordou em debater com Espy a 20 de novembro. O segundo turno foi realizado a 27 de novembro de 2018. Com quase 99% dos votos contados, Hyde-Smith foi declarada a vencedora com 53,8% dos votos.

#### Controvérsias
Durante a campanha do segundo turno, enquanto aparecia com o criador de gado Colin Hutchinson em Tupelo, Mississippi, Hyde-Smith disse: "Se ele convidasse-me para um enforcamento público, eu estaria na primeira fila". O comentário de Hyde-Smith imediatamente atraiu duras críticas, dada a notória história de linchamentos e execuções públicas de afro-americanos do Mississippi. Em resposta às críticas, Hyde-Smith minimizou o seu comentário como "uma expressão exagerada de consideração" e caracterizou a reação como "ridícula".
A 12 de novembro de 2018, Hyde-Smith juntou-se ao governador do Mississippi, Phil Bryant, numa entrevista coletiva em Jackson, Mississippi, onde foi questionada repetidamente sobre o seu comentário pelos repórteres. Ela respondeu repetidamente: "Fiz uma declaração ontem e é tudo o que vou dizer sobre isso". Quando os repórteres redirecionaram as perguntas para Bryant, ele defendeu o comentário de Hyde-Smith e mudou o assunto para o aborto, dizendo que estava "confuso sobre onde está a indignação com cerca de 20 milhões de crianças afro-americanas que foram abortadas".
A 15 de novembro de 2018, Hyde-Smith apareceu num videoclipe dizendo que seria "uma ótima ideia" tornar mais difícil para os liberais votarem. A sua campanha dizia que Hyde-Smith estava obviamente brincando e que o vídeo foi editado seletivamente. Tanto este como o vídeo do "enforcamento público" foram lançados por Lamar White Jr., um blogueiro e jornalista do Louisiana.
Em novembro, foi notado que Hyde-Smith frequentou uma escola que foi criada para evitar a integração racial exigida pelo tribunal e fazia uso de vários símbolos confederados, e que ela havia mandado a sua filha para uma escola semelhante.

### Comités atribuidos
Cindy Hyde-Smith, tem os seguintes comités:
- Comité de Agricultura, Nutrição e Silvicultura
- Comité de Dotações 
  - Subcomité de Agricultura, Desenvolvimento Rural, Administração de Alimentos e Medicamentos e Agências Relacionadas
  - Subcomissão do Interior, Meio Ambiente e Agências Relacionadas
  - Subcomissão de Trabalho, Saúde e Serviços Humanos, Educação e Agências Relacionadas
  - Subcomissão do Poder Legislativo
  - Subcomissão de Estado, Operações Estrangeiras e Programas Relacionados
- Comité das Regras e Administração

## Posições políticas
Hyde-Smith identifica-se como uma republicana conservadora. De 1999 a 2010, ela atuou num cargo eleito como democrata. Ela votou nas primárias democratas em 2008  e descreveu-se como uma democrata conservadora durante o seu mandato na legislatura estadual. Ela mudou para o Partido Republicano em 2010.
Em 2012, Hyde-Smith endossou o candidato republicano Mitt Romney para presidente dos EUA. Em 2018, como republicana, ela enfrentou um desafio principal de Chris McDaniel, que criticou a sua filiação democrata anterior. Hyde-Smith respondeu que ela "sempre foi uma conservadora" e tinha o apoio do governador republicano Phil Bryant. Ela destacou o seu apoio aos direitos da Segunda Emenda, oposição ao aborto e defesa dos negócios de defesa do estado.
 

O FiveThirtyEight, que rastreia os votos do Congresso, relatou que em janeiro de 2021 Hyde-Smith votou com a posição de Trump aproximadamente 92% das vezes.